# Камидзё
KAMIJO (яп. カミジョウ Камидзё:), настоящее имя Юдзи Камидзё (яп. 上城 祐之 камидзё: ю:дзи) — японский рок-вокалист, лидер и один из основателей группы Versailles, а также бывший участник популярных японских групп Lareine и New Sodmy. Является поклонником французской культуры, музыки и истории Великой Французской Революции.

## Биография
Происходит из потомственной семьи музыкантов. Дед его был учителем музыки, отец виолончелистом, а мать пианисткой. В юности Камидзё занимался академическим вокалом, получил высшее музыкальное образование, а начал свою карьеру приблизительно в 1994 году в группе под названием Bijireiku, но группа быстро распалась и о ней ничего не известно. В ноябре того же года Камидзё основал группу Laliene (впоследствии название было изменено на Lareine) В августе 2000 года Lareine прекратила свою деятельность из-за ухода ударника и гитариста, а Камидзё занялся сольной карьерой и выпустил альбом «Scream». Кроме того, он организовал звукозаписывающую компанию Applause Records в которой продюсировал японские метал группы финской неоклассической направленности (сам Юдзи является поклонником финской оперной певицы Тарьи Турунен). В 2001 году Камидзё и Маю создали группу New Sodmy, творческая жизнь которой тоже оказалась очень короткой. Два года спустя Камидзё восстановил Lareine, пригласив на роль ударника Кадзуми, который покинул группу в 2006 году, следом за ним ушёл и Маю, а Камидзё начал активно сотрудничать с гитаристом Хидзаки. Хидзаки и Камидзё планировали развитие проекта Node of scherzo, но, в конечном счете, основали собственную группу Versailles в марте 2007 года
20 декабря 2012 года, Versailles дали свой последний концерт и ушли на перерыв. Камидзё объявил о начале сольной карьеры. Тематикой его творчества по прежнему остается история Великой Французской Революции, но на этот раз в его образе аристократа революционного времени стало проявляться все больше «вампирской» эстетики, а в музыке — готический метал в духе Within Temptation. 28 августа 2013 года, вышел дебютный сингл Камидзё — «Louis ～艶血のラヴィアンローズ～», выпущенный на инди-лейбле «Sherow Artist Society», который Камидзё основал ещё в 2006 году. Сингл примечателен тем, что в клипе на заглавную песню вместе Камидзё снялся Мана, который считается одним из основателей Visual Kei.